# Tom et Huck
Pour plus de détails, voir Fiche technique et Distribution.
Tom et Huck, ou Les Nouvelles Aventures de Tom et Huck au Québec (Tom and Huck) est un film d'aventure américain sorti en 1995, tiré du roman de Mark Twain Les Aventures de Tom Sawyer. Le film a été réalisé par Peter Hewitt et produit par Stephen Sommers ainsi que Laurence Mark.

## Synopsis
Un soir, dans le cimetière municipal, alors qu'ils accomplissaient un rituel pour essayer de retirer leurs verrues, Tom Sawyer et Huckleberry Finn sont les témoins du meurtre du Dr Jonas Robinson par Joe l'Indien, qui les aperçoit, et jurent de garder le silence pour éviter que Joe ne les tue. 
Muff Potter est alors arrêté pour le meurtre et va certainement être pendu après que Joe ait fait croire à la population que Muff avait commis ce forfait et Tom se demande s'il doit garder le silence.
Pendant ce temps, Joe, qui a trouvé une bille verte dans le cimetière en poursuivant les gamins, se met en tête de les retrouver, tout en utilisant la carte au trésor qu'il a trouvé dans la tombe.

## Fiche technique
Sauf mention contraire, cette fiche technique est établie à partir d'IMDb
- Titre original : Tom and Huck
- Titre français : Tom et Huck
- Titre québécois : Les Nouvelles Aventures de Tom et Huck
- Réalisation : Peter Hewitt
- Scénario : Stephen Sommers et David Loughery d'après l'œuvre de Mark Twain (Les Aventures de Tom Sawyer)
- Direction artistique : Michael Rizzo
- Décors : Ellen Brill
  - Création des décors : Gemma Jackson
- Costumes : Marie France
- Photographie : Bobby Bukowski
- Son : Walter Anderson
  - Mixage son : Dick Alexander, Wayne Heitman
  - Montage son : F. Thomas Simpson (non crédité)
- Montage : David Freeman
- Distribution des rôles : Gail Levin et Tricia Tomey
- Musique : Stephen Endelman
- Effets spéciaux : David K. Nami, Russell Tyrrell (non crédité)
  - Coordinateur des effets spéciaux : Michael Arbogast
  - Assistant effets spéciaux : Erick Brennan
- Maquillage : Harriette Landau
- Coiffure : Vicky Phillips
- Cascades : Chris Blackwood, Will Cascio, Rusty Hanson, Clint Lilley, Juddson Keith Linn, Mike H. McGaughy, Bobby Porter, Robin Tracey Sherwood
  - Coordinateur de cascades : Ben Scott
- Production : John Baldecchi (en) et Laurence Mark (en)
  - Producteur délégué :	Barry Bernardi et Stephen Sommers
  - Producteur associé : Howard Ellis
- Société de production : Walt Disney Pictures, Painted Fence Productions
- Société de distribution : Buena Vista Pictures
- Pays d’origine :  États-Unis
- Langue originale : anglais
- Format : Couleur (Technicolor) - 35 mm - 2,35:1 - Filmé en Panavision - Son : Dolby Digital
- Genre : Aventure, Comédie, Drame
- Durée : 97 minutes (1 h 37)
- Dates de sortie :
  -  États-Unis : 22 décembre 1995

## Distribution
Légende : VQ = Version Québécoise
- Jonathan Taylor Thomas (VQ : Martin Pensa (en)) : Tom Sawyer
- Brad Renfro (VQ : Guillaume Sabouret) : Huck Finn
- Eric Schweig (VQ : Éric Gaudry) : Injun Joe
- Charles Rocket (VQ : Gilbert Lachance) : Juge Thatcher
- Michael McShane (VQ : Benoît Rousseau) : Muff Potter
- Marian Seldes (VQ : Élizabeth Chouvalidzé) : Veuve Douglas
- Rachael Leigh Cook (VQ : Camille Cyr-Desmarais) : Becky Thatcher
- Lanny Flaherty (VQ : Patrick Peuvion) : Emmett
- Courtland Mead (VQ : Nicolas Pensa) : Sid
- Peter Mackenzie (VQ : Jacques Lussier) : Mr. Sneed
- Heath Lamberts (VQ : Jacques Lavallée) : Maître d'école Dobbins
- William Newman (VQ : Hubert Gagnon) : Doc Robinson
- Andy Stahl (VQ : Pierre Auger) : Shérif

## Sorties internationales
Sauf mention contraire, les informations suivantes sont issues de l'IMDb

### Sorties cinéma
- États-Unis : 22 décembre 1995
- Brésil : 12 janvier 1996

### Sorties directement en vidéo
- Australie : 5 décembre 1996
- Royaume-Uni : février 1997
- Hongrie : 27 février 1997
- Grèce : 4 mars 1997
- France : 17 mars 2017 (VOD)[4]

### Sorties directement à la télévision
- Suède : 5 avril 1999

## Box-office
Sauf mention contraire, les informations suivantes sont issues de Box Office Mojo
- Recettes aux États-Unis : 23 735 802 $ (USD)[2]
- Recettes aux États-Unis : 23 920 048 $ (USD)
- Recettes du 1er week-end aux États-Unis : 3 210 458 $ (USD) (du 22 décembre 1995 au 27 décembre 1995)